# Ali Talib
Ali Talib (en árabe: علي طالب سلمان العجمي‎; Omán; 14 de noviembre de 1984) es un exfutbolista de Omán que jugaba en la posición de guardameta.

## Carrera

### Club
| Periodo   | Club          |
| --------- | ------------- |
| 2001–2002 | Sohar SC      |
| 2003–2006 | Sur Club      |
| 2007–2009 | Sohar SC      |
| 2009–2011 | Al-Nahda Club |
| 2011–2012 | Al-Seeb Club  |

### Selección nacional
Jugó para Omán en dos ocasiones en la Copa Asiática 2004.

## Logros
- Supercopa de Omán (1): 2009